# The Cocoon
The Cocoon é o álbum de estreia do guitarrista e tecladista britânico Richard Henshall, mais conhecido por seu trabalho no Haken, no To-Mera e no Nova Collective. Foi lançado em 9 de agosto de 2019. Ele tem participações de seu colega de Haken Ross Jennings (vocais), entre outros convidados. Os principais membros incluem o baixista Conner Green (também do Haken) e o baterista do Cynic Matt Lynch.
Foi inicialmente planejado para ter seu lançamento em 26 de julho. Richard cita Bon Iver, Meshuggah e Squarepusher como influências e diz que o álbum reflete seus gostos por música eletrônica, jazz e metal.
A canção "Twisted Shadows", que apresenta participações de Ross e do tecladista do Dream Theater, Jordan Rudess começou com algumas improvisações no piano de Richard e é influenciada por Prince, Frank Zappa, The Dear Hunter e Meshuggah.

## Faixas
Todas as letras escritas por Richard Henshall, exceto "Lunar Room", escrita por Ben Levin, todas as músicas compostas por Richard.
| N.º            | Título                                 | Duração |  |
| 1.             | "Pupa" (Pupa)                          | 2:25    |  |
| 2.             | "Cocoon" (Casulo)                      | 10:26   |  |
| 3.             | "Silken Chains" (Correntes de Seda)    | 8:10    |  |
| 4.             | "Limbo" (Limbo)                        | 3:54    |  |
| 5.             | "Lunar Room" (Sala Lunar)              | 8:41    |  |
| 6.             | "Twisted Shadows" (Sombras Retorcidas) | 8:46    |  |
| 7.             | "Afterglow" (Arrebol)                  | 5:16    |  |
| Duração total: | Duração total:                         | 47:38   |  |

## Créditos
Adaptado da página do álbum no Bandcamp:
- Richard Henshall - guitarras, teclados e vocais
- Conner Green - baixo
- Matt Lynch - bateria

Participações especiais
- Ben Levin - vocais em "Lunar Room"
- Jessica Kion - vocal em "Lunar Room"
- Ross Jennings - vocal em "Twisted Shadows"
- Jordan Rudess - solo de teclado em "Twisted Shadows"
- Marco Sfogli - solo de guitarra em "Lunar Room"
- David Maxim Micic - solo de guitarra em "Silken Chains"
- Chris Baum - cordas em "Afterglow"
- Adam Carrillo - saxofone em "Cocoon"

Pessoal técnico
- Richard Henshall - produção
- Simon Grove - produção, alargamento, mistura e masterização
- Joe Hamilton - edição adicional de bateria
- Sevcan Yuksel Henshall - capa